# America (formație)
America este o formație britanico-americană de muzică folk rock, soft rock și pop rock formată în 1970 de către multi-instrumentiștii Dewey Bunnell, Dan Peek și Gerry Beckley. Trio-ul s-a întâlnit pentru prima dată la Londra, unde au început să cânte live. America a devenit populară în anii '70 și fiind renumită pentru voce și pentru sunetul acusticii muzicii folk. Această popularitate a fost confirmată de o serie de albume și single-uri, dintre care, multe au fost difuzate pe posturile de radio de muzică pop.
Trupa s-a reunit la scurt timp după ce membrii au absolvit liceul, iar apoi, au făcut un contract cu Warner Bros Records. Albumul lor de debut, America, lansat în 1971, a produs hit-urile transatlantice A Horse With No Name și I Need You. Homecoming (1972) a produs single-ul Ventura Highway, iar în 1973, albumul Hat Trick a fost primul album al trupei care s-a clasat prost în topuri. În 1974, Holiday a inclus hit-urile Tin Man și Lonely People, iar în anul 1975 Hearts a generat piesele Sister Golden Hair și Daisy Jane, care s-au clasat pe prima poziție în multe topuri. History: America's Greatest Hits, o compilație de single-uri, a fost lansată în același an și a fost certificată cu platină în Statele Unite ale Americii și în Australia. În 1977, Peek a părăsit grupul din cauza unor divergențe creative dar și pentru că a fost oarecum forțat să o facă de către Bunnell și Beckley.
Timp de patru decenii, grupul continuă să înregistreze multe piese. Albumul lor din 2007, Here & Now, a reprezentat o colaborare cu o nouă generație de muzicieni care creditează trupa ca o influență. America a fost introdusă în Vocal Group Hall of Fame și a primit o stea pe Hollywood Walk of Fame.

## Istoric

### Primii ani (1970 - 1973)

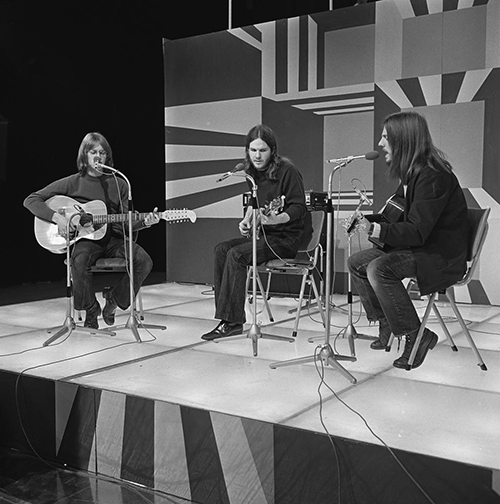
America la un show TV olandez în 1972.

Cei trei membrii ai trupei au studiat la London Central High School, în mijlocul anilor '60, la Bushey Hall, la 16 de mile nord-vest de Londra, acolo unde, s-au întâlnit pentru prima oară. Beckley și Peek s-au născut , de fapt, în Statele Unite, iar apoi, cei doi s-au mutat în Anglia. În schimb, Bunnell s-a născut în Anglia. 
În 1969, Peek a plecat în Statele Unite pentru a merge mai departe la facultate, însă a eșuat. La scurt timp după întoarcerea sa în Marea Britanie în anul următor, cei trei s-au întâlnit și au început să compună muzică împreună. Începând cu chitare acustice împrumutate, ei au dezvoltat un stil care încorporează trei-părți voce armonică și o parte folk-rock contemporan, la fel ca Crosby, Stills, Nash & Young.
În cele din urmă, trio-ul s-au numit America, pentru ca nimeni sa nu creadă că majoritatea membrilor trupei sunt britanici. Ei au avut primul lor concert în Londra, în Roundhouse, Chalk Farm, la fel ca și Pink Floyd. Datorită eforturilor lui Ian Samwell și ale lui Jeff Dexter, a fost semnat un contract cu Kinney Records în martie 1971, de către Ian Ralfini și atribuită etichetei Warner Brothers UK.
Primul lor album a fost înregistrat la Trident Studios, în Londra. De asemenea, albumul a fost produs de Ian Samwell. Samwell a fost cel mai bine cunoscut pentru faptul că el a fost chitaristul lui Cliff Richard, precum și faptul că a compus hit-ul lui Richard în 1958, Move It. Jeff Dexter, colegul lui Ian, a fost implicat și el în industria muzicală. El a fost co-producătorul albumului și a devenit managerul trio-ului. Dexter, de asemenea, le-a oferit primul lor mare concert, pe 20 decembrie 1970, la Roundhouse, Chalk Farm. Deși trio-ul planificase să-și înregistreze albumul într-un mod similar cu trupa The Beatles, Samwell i-a convins , însă, sa-și perfecționeze stilul lor acustic.
Albumul de debut a fost lansat în 1971, însă a avut un succes moderat, cu toate că a fost vândut bine în Olanda. Samwell și Dexter au adus trio-ul la Morgan Studios pentru a înregistra câteva piese suplimentare. Una dintre ele a fost o creație de-a lui Bunnell numită "Desert Song". Piesa a avut debutul public la Festivalul Harrogate. După mai multe spectacole și emisiuni TV, a fost re-intitulată A Horse with No Name. Piesa a devenit un hit la nivel mondial la începutul anului 1972, atunci când au fost vândut peste un milion de exemplare. Totodată, piesa a primit un disc de aur de RIAA în martie 1972. Albumul de debut al trupei a fost re-lansat cu hit-ul adăugat. Astfel, trupa a mai primit un disc de platină. Albumul a ajuns la un al doilea succes major, datorită piesei lui Beckley I Need You, care a ajuns pe locul 9 în topurile americane.
După succesul lor inițial, trio-ul a decis să-i concedieze pe Samwell și pe Dexter și să se mute în Los Angeles, California. Înregistrarea celui de-al doilea album a fost întârziată, datorită mutării și a faptului că Peek și-a rupt brațul. Decizia de a nu-l înlocui Samwell a determinat trupa să-și producă singură albumul. Trio-ul a început să-și mute stilul lor, de la un stil special acustic la un stil rock, cu ajutorul lui Hal Blaine (tobe) și a lui Joe Osborn (bas). Peek a început să cânte la chitară electrică de plumb pe mai multe piese și, astfel, grupul s-a extins de la un trio acustic la o trupă cu un sunet mai bogat, adăugându-l pe Dave Caty la bas și Dave Atwood la tobe. Până la sfârșitul anului 1972, Caty și Atwood au fost înlocuiți cu David Dickey și Willie Leacox.

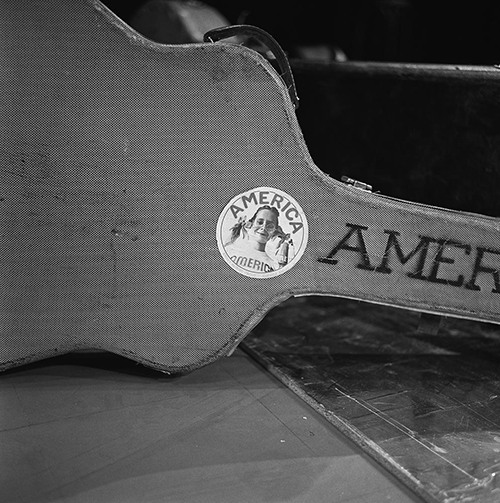
Carcasa chitarei trupei în 1972.

Cel de-al doilea album al formației America, Homecoming, a fost lansat în noiembrie 1972. Premiat cu un disc de aur în decembrie 1972, cifra de un milion de vânzări a fost confirmată de către RIAA abia în 1975. Grupul a ajuns din nou în top 10 datorită piesei lui Bunnells, Ventura Highway. Alte single-uri, inclusiv cel al lui Peek, Don't Cross the River, și cel al lui Beckley, Only in Your Heart, au fost doar câteva succese modeste, însă grupul a mai câștigat un premiu Grammy pentru Best New Artist în 1972.
Grupul a devenit din ce în ce mai ambițios. Al treilea lor album, intitulat Hat Trick, a fost lansat în octombrie 1973, în urma a mai multor luni de înregistrări la registrul Plant Studios din Los Angeles. Din nou, auto-produs, albumul prezintă instrumente cu corzi, muzicuțe, o piesă de opt minute, și muzică step. Beckley, Bunnell și Peek au fost, din nou, acompaniați de Blaine la tobe, în timp ce Osborn a fost înlocuit cu basistul David Dickey. Albumul nu a avut același succes ca Homecoming, oferind doar un singur succes modest, "Muskrat Love" (locul 67 în Statele Unite ale Americii).

### George Martin (1974 - 1979)
După performanța comercială dezamăgitoare a albumului Trick Hat (1973), America a decis să angajeze un producător din afară pentru următorul lor album. Ei au fost în măsură să asigure serviciile producătorului George Martin și inginerului de înregistrare Geoff Emerick, care a jucat un rol important în modelarea sunetului trupei The Beatles. Sesiunile au avut loc la AIR Studios în Londra și la Montserrat în Caraibe.
Albumul rezultat, Holiday, a fost lansat în iunie 1974. Cu îndrumarea lui Martin, stilul albumului a fost foarte diferit de primele trei eforturi ale formației, deoarece a fost îmbunătățit sunetul acustic folosind instrumente cu corzi și alamă.
Trio-ul s-a aflat din nou în Top Ten, datorită primului single al albumului Holiday, Tin Man, care a ajuns pe locul 4, oferind versuri criptice menționate în tematica poveștii Vrăjitorul din Oz. Lonely People (un cântec scris de cuplul proaspăt-căsătorit Dan și Catherine Peek) și piesa Tin Man au ajuns în top zece la începutul anului 1975.
Martin a lucrat din nou cu trupa pentru următorul LP, Hearts, acesta fiind înregistrat la Sausalito, California și lansat în martie 1975. Formația America a urcat din nou în topuri, datorită operei lui Beckley Sister Golden Hair  la mijlocul anului 1975, o melodie care a inclus un refren de deschidere de neuitat inspirat, desigur, de versurile piesei lui George Harrison Sweet My Lord. Următorul single, balada lui Beckley Daisy Jane, a ajuns foarte repede în top 20. Melodia cu influențe reggae a lui Peek, Woman Tonight a fost un al treilea succes, ajungând pe locul 44 în Statele Unite ale Americii.
Warner Bros. a lansat o compilație din piesele cele mai cunoscute ale trio-ului, în decembrie 1975,History: America's Greatest Hits, primind un disc platină. Martin, producătorul albumului, a remixat acele piese, care au fost culese din primele trei albume.
În timpul anului 1976, grupul a înregistrat cel de-al șaselea albumul de studio, Hideaway la Caribou Ranch lângă Nederland, Colorado, unde Martin a fost producător, din nou. Lansat în luna aprilie 1976, albumul a devenit foarte popular, cele mai cunoscute melodii fiind Today's the Day și Amber Cascades, reușind să ajungă doar pe locurile 23 și respectiv 75, în Billboard. Single-uri cum ar fi Jet Boy Blue și Don't Let It Get You Down au primit o mulțime de difuzări pe posturile de radio.
Ideea lui Martin de a introduce instrumente mai complexe în albumele trupei s-a dovedit, oarecum, copleșitoare, datorită faptului că instrumentele trebuiau schimbate la fiecare melodie. Pentru turneul din 1976, grupul s-a extins, incluzându-i pe Jim Calire la clape și la saxofon și pe Tom Walsh la percuție, astfel trupa putea să cânte după regulile lui Martin.
Martin și trio-ul au mers în Hawaii, în același an, pentru a lucra la cel de-al șaptelea album de studio al grupului. Albumul a fost înregistrat într-o casă de pe plaja din insula Kauai. Albumul Harbor, lansat în februarie 1977, a continuat tendința de scădere accentuată a vânzărilor grupului. Acesta a fost primul lor album, care nu a reușit să înscrie nici platină sau aur, iar cele trei single-uri ale albumului nu au reușit să intre în clasamente.
În mai 1977, Dan Peek a părăsit trupa. Peek și-a reînnoit credința creștină, după mulți ani de consum de droguri de agrement, și a început să caute o direcție artistică diferită de Beckley sau Bunnell. Peek a semnat un contract cu casa de discuri Lamb & Lion Records, și a emis primul său album solo, All Things Are Possible, în 1978. Albumul, produs de Chris Christian, a fost un succes, și Peek a devenit un artist de pionierat în genul de muzică popular creștin în curs de dezvoltare. Piesa de titlu a intrat în Billboard în toamna anului 1979, ajungând pe locul 78.
Între timp, Beckley și Bunnell au decis să continue cu numele de America, sfârșind contractul cu Warner Bros prin lansarea primului lor concert LP, Live, în cursul lunii octombrie 1977. Înregistrată la Greek Theater, în Los Angeles, performanța a inclus o orchestră suport dirijată de Elmer Bernstein. Concertul a fost înregistrat la scurt timp după ce Peek a părăsit grupul. Albumul a avut un succes restrâns în topurile populare, în timp ce toate albumele lor anterioare, chiar și Harbor, au ajuns în Top 30.

### Capitol (1979 - 1985)
După mai mult de doi ani, fără nici un material studio, Beckley și Bunnell au prezentat noul stil al grupului, cu o acompaniamentul trupei The Mamas & The Papas, în martie, 1979. Astfel, a fost compusă melodia California Dreamin. Mai târziu, acest single a fost inclus , ca bandă sonoră, în filmul California Dreamin' . Deși filmul nu a avut succes, coloana sonoră fiind emisă de către un distribuitor obscur cunoscut sub numele de American International, single-ul a ajuns pe locul 56 în topuri.
Primul album de studio al trupei fără Peek, Silent Letter, a fost lansat în iunie 1979 de noua lor casă de discuri, Capitol Records. Albumul a fost produs din nou de George Martin, și înregistrat în Montserrat, în Indiile de Vest cu David Dickey, Willie Leacox, Michael Woods, Jim Calire și Tom Walsh. Grupul a început sa utilizeze piese ale altor compozitori, deoarece ei doreau să sporească succesul lor comercial. Albumul nu a ajuns mai sus de locul 110 în topuri, conducându-l pe Bunnell să copieze albumul Silent Record. Apoi, basistul Bryan Garafalo l-a înlocuit pe Dickey în 1980, iar Bradley Palmer l-a înlocuit pe Garafalo în 1981.
America a continuat să evolueze la începutul anilor 1980. Pentru următorul lor album, Alibi, lansat în august 1980, Beckley și Bunnell au căutat personal proaspăt, cu ajutorul producătorilor Matthew McCauley și Fred Mollin. De asemenea, au angajat cântăreți din Coasta de Vest, cum ar fi Timothy B. Schmit, Leland Sklar și Steve Lukather, pentru a-i ajuta la îmbunatatirea sunetului lor. Alibi a evitat să folosească instrumente cu corzi și alamă, așa cum a făcut George Martin, cu scopul de a avea un stil mai rock. Albumul a devenit al treilea album de studio fără nici un singur succes în Statele Unite, deși melodia lui Beckley Survival a ajuns în topurile din Italia.
Urmatorul album al Americii, View from the Ground, lansat în iulie 1982, a inclus grupul, în cele din urmă, într-un alt succes comercial. Albumul, înregistrat sub titlul Car Garage, a prezentat un număr de piese produse doar de cei doi. Ca și în cazul lui Alibi (1980), Beckley și Bunnell au adus o serie de muzicieni de profil înalt, cum ar fi Carl Wilson,Jeff Porcaro, Christopher Cross și Dean Parks. Russ Ballard, fostul chitarist al trupei Argent, a avut cel mai mare efect asupra averii grupului. Ballard a produs și a cântat la cele mai multe instrumente, o melodie lucrată special pentru trupă, numită You Can Do Magic. Piesa a crescut rapid în clasamente, și a rămas pe locul 8 în Billboard timp de mai multe săptămâni, în cursul lunii octombrie 1982, fiind primul succes major al trupei în ultimii șapte ani. După Magic, a urmat single-ul Right Before Your Eyes, un omagiu adus actorilor filmului mut Rudolph Valentino. Scris de Ian Thomas (fratele actorului de comedie Dave Thomas) și produs de Bobby Colomby, single-ul abia a ratat un loc în top 40 la începutul anului 1983. Deși View from the Ground nu a reușit să atingă vânzări uriașe, totuși a ajuns pe locul 41 în topuri, fiind o îmbunătățire semnificativă față de albumele anterioare.
După ce a avut un oarecare succes cu Ballard, Beckley și Bunnell au decis să-l aibă pe fostul interpret al trupei Argent producătorul următorului lor album, Your Move. În cele din urmă, Ballard a scris cele mai multe dintre piese și a cântat la cele mai multe dintre instrumente, pe lângă îndatoririle sale de producător. În cea mai mare parte, Beckley și Bunnell au fost cântăreții albumului, chiar dacă Ballard l-a creat. Pe o piesă, Bunnell a decis să rescrie versurile lui Ballard, iar rezultatul a fost piesa de succes The Border. Susținuți de Royal Philharmonic Orchestra și de saxofonistul Raphael Ravenscroft, single-ul a ajuns pe locul 33 în topuri, în august 1983. The Border a fost mult mai mult decât un succes în topurile contemporane pentru adulți, ajungând pe locul 4. De asemenea, a ajuns pe locul 24 în Olanda. Cel de-al doilea single, Cast the Spirit, nu a reușit să intre în clasamente. Albumul în sine, lansat în iunie 1983, a fost clasat pe locul 81.
Lucrarea Americii a fost, de asemenea, prezentată pe mai multe coloane sonore în această perioadă. Beckley și Bunnell au creat mai multe piese pentru coloana sonoră a filmului The Last Unicorn în 1982. Coloana sonoră a devenit populară în Germania, astfel, grupul cântă frecvent piesa de titlu, atunci când sunt în turneu în această țară. America de asemenea, a înregistrat Love Comes Without Warning în 1984, care reprezintă coloana sonoră a filmului lui Steve Martin, Lonely Guy.
Dan Peek a apărut după mai mulți ani de obscuritate muzicală, în mai 1984, efectuând cel de-al doilea său album solo creștin, Doer of the Word, în casa de discuri Home Sweet Home Records. Produs ,din nou, de Chris Christian, piesa de titlu a albumului îl include pe Beckley la voce. Peek va emite două albume solo în următorii câțiva ani: Electro Voice (1986) și Crossover (1987).
Între timp, America a optat pentru un stil diferit de albumele sale anterioare. Înainte de cel de-al XII-a album studio, Perspective, lansat în septembrie 1984, Ballard a fost dat afară. Mai mulți producători diferiți, cum ar fi Richie Zito, Matthew McCauley, și Richard James Burgess, au ajutat la crearea unui stil electronic popular, care a fost foarte frecvent în anii '80, dar drastic de diferit de stilul obișnuit al Americii. Special Girl, primul single al albumului, a fost cules de la compozitorii angajați. Piesa nu a reușit să ajungă în topuri. Următorul single, Can't Fall Asleep to a Lullaby, a fost co-scris de Bunnell, Steve Perry, Robert Haimer și Bill Mumy. Chiar dacă nici această piesă nu a fost difuzată la radio, a avut un succes modest în topuri. Albumul a ajuns pe locul 185 în timpul unui stagiu de trei săptămâni în topuri, în octombrie 1984.
Datorită succesului lor comercial mare, Beckley și Bunnell au încheiat contractul cu Capitol, lansând albumul In Concert, în iulie 1985. Albumul a fost înregistrat la Teatrul Arlington din Santa Barbara, California, pe 1 iunie 1985. In Concert a devenit primul album al Americii care a ratat topurile în întregime.

### Înapoi la elementele de bază (1985 - 1998)
Începând cu cea de-a doua jumătate a anilor '80, Beckley și Bunnell s-au concentrat mai mult pe show-urile lor live, care au fost realizate de peste 100 de ori pe an, în întreaga lume. În timp ce trupa a fost în turneu, ea nu a mai putut să semneze nici un contract de înregistrare cu o casă de discuri.
La inceputul anilor '90, dezvoltarea CD-urilor a dus la reeditarea mai multor albume vechi populare, oferind acte, cum ar fi America. În anul 1991, America a fost în măsură să ofere patru piese noi, ca parte dintr-o colecție emisă de Rhino Records numită  Encore: More Greatest Hits, care a fost concepută pentru a completa retrospectiva originală a grupului din anul 1975.
Reapariția Americii a atras atenția lui Chip Davis de la casa de discuri American Gramaphone Records, care a introdus grupul la casa sa de discuri. În mai 1994, America a lansat albumul de studio, Hourglass. Produs în primul rând de către Beckley și Bunnell, cu ajutorul lui Hank Linderman și a lui Steve Levine, albumul a inclus un grup de melodii eclectice. Datorită comentariilor pozitive, albumul nu a reușit să devină un succes comercial.
Pe parcursul anului 1995 Beckley a emis albumul solo de debut. Intitulat Van Go Gan, albumul a experimentat diverse stiluri și sunete. Comediantul Phil Hartman (care în timpul carierei sale ca artist grafic a proiectat mai multe albume de copertă a Americii), a fost prezentat ca o voce de predicator televangelist în "Playing God". Deși a fost numit ca fiind unul dintre cele mai bune CD-uri ale anului 1995 în Japonia, albumul nu a fost lansat în afara Japoniei, decât abia după patru ani mai târziu.
Fanii Americii au fost tratați cu un album-concert în 1995. Lansat de către King Biscuit Flower Hour Records, Inc. concertul a fost, de fapt, luat de la un spectacol de radio din 1982. Cunoscut sub numele de In Concert (a nu se confunda cu lansarea în 1985 a albumului cu același nume), King Biscuit a avut succes modest.
Acest succes a dus la un contract nou cu eticheta filială a lui King Biscuit, Oxygen Records. După ce au avut loc multe zvonuri, prin faptul că producătorul Gary Katz ar produce proiectul, albumul a ajuns în cele din urmă în magazine în luna septembrie 1998. Noul album, intitulat Human Nature, a fost însoțit de un blitz comercial modest. Primul single a lui Beckley, From a Moving Train, a prezentat un stil puternic acustic. Piesa a fost difuzată considerabil și a primit un succes moderat în clasamentele contemporane ale adulților. Rapoartele au susținut că piesa a fost un succes major în topurile populare din Spania. O a doua încercare de single a fost Wednesday Morning, care a avut ceva mai puțin succes. Albumul nu a reușit să adune vânzările, în care Oxygen se aștepta. Astfel, America a rămas, din nou, fără nici un contract cu o casă de discuri.

### Trupa la răscrucea mileniilor (1998 - 2006)
În următorii câțiva ani, grupul s-a extins cu o serie de proiecte secundare, noi eliberări ale albumelor mai vechi pe CD-uri, și mai multe versiuni retrospective majore. În iulie 2000, Rhino a lansat Highway: 30 Years Of America, un set de trei CD-uri, care au inclus 64 de piese reformulate, lărgind, astfel, cariera grupului. Au fost incluse, de asemenea, câteva mix-uri alternative și demo-uri, cum ar fi Ventura Highway.
Un an mai târziu, în august 2001, Rhino a lansat o compilație, în format CD, numită The Complete Greatest Hits, care este alcătuită din cele 17 single-uri ale Americii clasate în Billboard. Discul a inclus, de asemenea, două piese nou înregistrate, World of Light și Paradise. Ajungând pe locul 152 în topul Billboard, în octombrie 2001, The Complete Greatest Hits a fost primul album al trupei clasat în Billboard după Perspective(1984).
Pe fundal solo, în februarie 2000, Beckley a lansat Go Go Man, un album de piese remixate de Van Go Gan. Originalul Van Go Gan a fost lansat în iulie cu piese bonus. În iunie a fost rulat un alt proiect secundar a lui Beckley, Like A Brother, înregistrat cu Robert Lamm și Carl Wilson sub numele de Beckley-Lamm-Wilson. Dan Peek a reapărut în 1999 cu un nou site web și prima sa lansare solo după mulți ani, Bodden Town.
Ca parte a unei nebunii contemporane pentru reciclarea înregistrărilor vechi în vederea obținerii a noi hit-uri, în 2001 single-ul lui Janet Jackson, Someone to Call My Lover, a fost inspirat din Ventura Highway. Acesta a ajuns pe locul 3 în Billboard.
În octombrie 2002, grupul a lansat primul său album de Crăciun, Holiday Harmony. Produs de Andrew Gold, albumul a primit recenzii pozitive pentru amestecarea pieselor Americii în standardele de vacanță familiară. Au fost incluse trei piese noi, inclusiv o odă scrisă de Bunnell numită Christmas in California, Beckley având rolul de voce. O lună mai târziu, America a lansat un album live, The Grand Cayman Concert. Înregistrat în aprilie 2001 în Insulele Cayman, concertul i-a prezentat pe Beckley și Bunnell la chitare acustice, fiind o intoarcere la primele zile ale carierei lor. Au fost incluse piesele lor cele mai cunoscute, împreună cu câteva care nu au fost cântate în direct, cum ar fi Wind Wave și Pigeon Song. Ambele albume nu au reușit să se clasifice în topuri.
După toate acestea, trupa a încetat să înregistreze single-uri, concentrându-se mai mult pe turnee.
La începutul anului 2003, Bradley Palmer a părăsit trupa după douăzeci de doi ani și a fost înlocuit cu Chas Frichtell, apoi de Trent Stroh, iar apoi Richard Campbell, care este și în prezent.
Casele de discuri au oferit ocazional noi DVD-uri, cum ar fi o re-lansare din 1979 a concertului Americii, Live in Central Park, un concert din 2004, din Sydney Opera House, și un spectacol din 2005, la Ventura, California Concert Theater. De asemenea, în anul 2005, America a apărut într-o serie de concerte sonore PBS cu un vechi prieten, Christopher Cross.
În aprilie 2006, după câteva concerte solo, Beckley a lansat cel de-al treilea album solo, Horizontal Fall, care a fost ignorat atât de critici, cât și de cumpărători. Următorul său album solo, lansat în 2011, Unfortunate Casino, a pățit același lucru.

### Activitatea recentă (2006 - prezent)

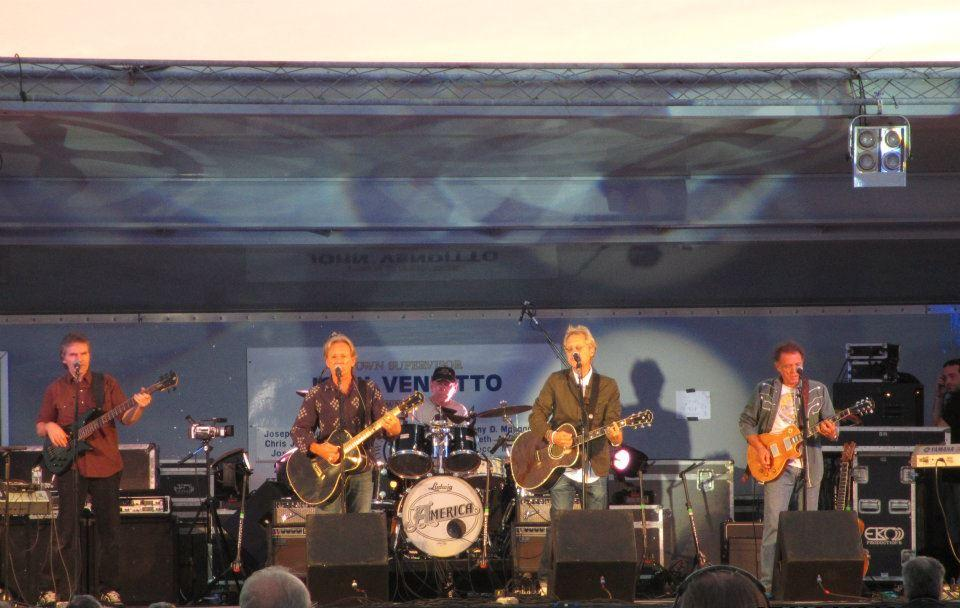
America în concert în New York, 2012

în cea de-a doua jumătate a primului deceniu al anilor 2000, grupul a rămas foarte activ și popular în circuitul de concerte. Deși grupul a emis, ocazional, noi materiale de pe etichete minore, ofertele lor au fost ignorate în mare parte de industria muzicală comercială.
Cu toate acestea, o conexiune fatală ar oferi o schimbare bruscă și neașteptată în averea grupului. În anul 2005, Beckley a început să corespondeze cu Adam Schlesinger, membrul independent al trupei rock Fountains of Wayne. În 2003, Beckley a fost un fan al albumului trupei Fountains of Wayne, Welcome Interstate Managers, iar Schlesinger s-a dovedit a fi un fan al Americii. Schimbul de melodii dintre cei doi au dus la înregistrarea câtorva piese împreună. Înregistrările au atras atenția casei de discuri Burgundia Records, care a fost impresionată atât de calitatea materialului, cât și de posibilitatea de a asociere a Americii cu alți artiști independenți. Compania a contractat America pentru a înregistra un nou album cu Schlesinger și partenerul său muzical, James Iha, fost membru al formației Smashing Pumpkins. Intitulat Here & Now (2007), ar fi prima mare realizare a Americii de la albumul Perspecitve, lansat în 1984.
Sesiunile de înregistrare din Stratosphere Sound, New York City, au atras un număr mare de muzicieni notabili, cum ar fi Ryan Adams, Ben Kweller, Stephen Bishop, Rusty Young, și alți membri ai trupelor Nada Surf și My Morning Jacket.
Într-un efort de a ținti albumul spre publicul mai tânăr și mai în vârstă, casa de discuri a decis să mixeze noul album cu un al doilea disc care cuprinde spectacole live de fiecare piesă din History: America's Greatest Hits, înregistrate anterior la XM Radio, ca parte a XM's Then Again.... Seria live, a fost înregistrată cu mult timp de America, de bateristul Wil Leacox, chitaristul Michael Woods și basistul Richard Campbell. În perioada premergătoare a lansării albumului (16 ianuarie 2007, America a făcut publicitate necunoscută pentru el de la începutul anilor 1980. Lansarea în sine a fost bine văzută de critici, iar Here & Now a ajuns pe locul 52 în topurile Billboard.

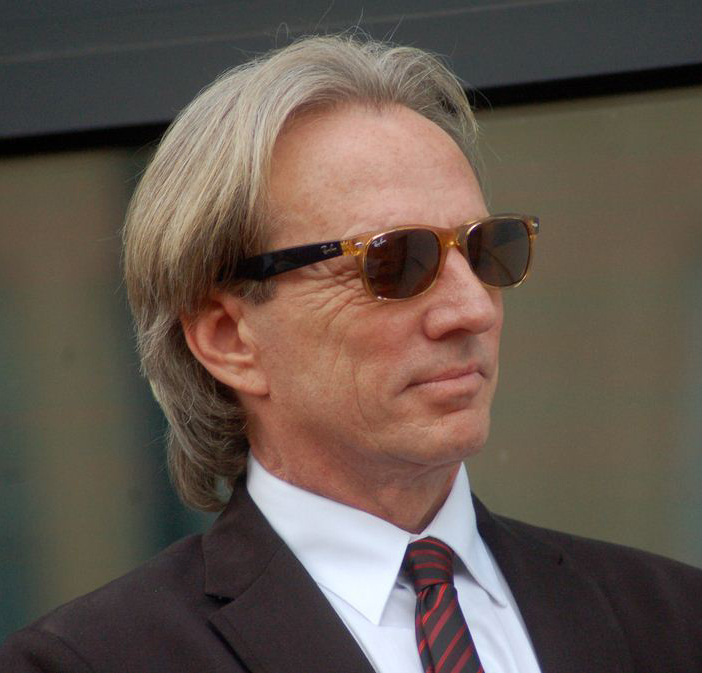
Dewey Bunnell la ceremonia de decernare a unei stele pentru America pe Hollywood Walk of Fame în februarie 2012

În plus, după sprijinul primit de la o nouă generație de muzicieni, America a început să primească aclamații din partea industriei de divertisment. În 2006, America a fost introdusă în Vocal Group Hall of Fame. Pe 6 februarie 2012, grupul a primit o stea pe Hollywood Walk of Fame. Abia în 2009, America a efectuat peste 100 de spectacole pe an.
După Here & Now (2007), a urmat albumul Back Pages, fiind lansat pe 26 iulie 2011. Albumul reprezintă o colecție de douăsprezece piese, de la Bob Dylan și Joni Mitchell la Adam Schlesinger și Gin Blossoms. Lansat de eticheta E1 Music, albumul a fost produs de Fred Mollin, care a lucrat cu America de 31 ani. Albumul a fost înregistrat în Nashville, Tennessee, cu ajutorul unui număr de muzicieni de studio. Lansarea albumului Back Pages fost umbrită de publicitatea din jurul morții subite a membrului fondator Dan Peek (24 iulie 2011).
În februarie 2014 chitaristul și vocalistul de fundal, Michael Woods (Woodz) și-a anunțat retragerea din trupă.

## Membrii trupei

### Membrii

#### Membrii actuali
- Gerry Beckley - voce, pian, chitară, bas, armonică (1970 - prezent)
- Dewey Bunnell - voce, chitară, percuție (1970 - prezent)

#### Foști membrii
- Dan Peek - voce, chitară, pian, bas, armonică (1970 - 1977)

### Membrii trupei în timpul concertelor

#### Membrii actuali
- Ryland Steen - tobe, percuție (2014 - prezent)
- Bill Worrell - chitară, banjo, pian, voce (2014 - prezent)
- Richard Campbell - bas, voce (2003 - prezent)

#### Foști membrii
- Willie Leacox - tobe, percuție (1972 - 2014)
- Dave Caty - bas (1972)
- David Dickey - bas, voce (1972 - 1980)
- Jim Calire - pian, saxofon (1976 - 1979)
- Tom Walsh - percuție (1976 - 1979)
- Bryan Garafolo - bas (1980 - 1981)
- Bradley Palmer - bas, voce (1981 - 2003)
- Trent Stroh - bas, voce (2003)
- Chas Frichtell - bas, voce (2003)
- Michael Woods - chitară, pian, voce (1977 - 2013)

## Discografie
- America (1971)[58]
- Homecoming (1972)
- Hat Trick (1973)
- Holiday (1974)
- Hearts (1975)
- History: America's Greatest Hits (1975), compilație
- Hideaway (1976)
- Harbor (1977)
- America Live (1977), live
- Silent Letter (1979)
- Alibi (1980)
- View from the Ground (1982)
- Your Move (1983)
- Perspective (1984)
- In Concert (1985), live
- Encore: More Greatest Hits (1991), compilație
- Hourglass (1994)
- In Concert (1995), live
- Horse with No Name (1995), live
- Human Nature (1998)
- Highway (2000), compilație
- The Complete Greatest Hits (2001), compilație
- Holiday Harmony (2002)
- The Grand Cayman Concert (2002), live
- Here & Now (2007)
- Live In Concert: Wildwood Springs (2008), live
- Hits: 40th Anniversary Edition (2011)
- Back Pages (2011)